# Ne eat iudex extra petita partium
"Ne eat iudex extra petita partium" o "ne eat iudex ultra petita partium" (alla lettera: 'il giudice non si pronunci oltre quanto chiesto dalle parti') è un brocardo che esprime un principio, risalente al diritto romano, applicato anche negli ordinamenti giuridici odierni: il principio di corrispondenza tra richiesto e pronunciato, corollario del più generale principio dispositivo. Il medesimo principio è espresso dal brocardo "sententia debet esse conformis libello" (alla lettera: 'la sentenza deve essere conforme alla domanda').

## Oggetto
Il principio di corrispondenza tra chiesto e pronunciato vieta al giudice di pronunciare a favore o contro soggetti diversi dalle parti (le personae dell'azione), di accordare o negare cosa diversa da quella domandata dalla parte (il petitum dell'azione) e di sostituire il fatto costitutivo del diritto fatto valere dalla parte (la causa petendi dell'azione) con uno diverso. Sono dunque gli elementi dell'azione, che avvia il processo, a delimitare il thema decidendum, l'ambito entro il quale il giudice si può pronunciare, con la conseguente illegittimità della pronuncia del giudice che concedesse più di quanto chiesto (ultrapetizione) o che pronunciasse un provvedimento diverso da quello richiesto (extrapetizione).

## Nel diritto italiano
Nell'ordinamento giuridico italiano il principio è sancito, per il processo civile, dall'art. 112 del Codice di procedura civile, laddove stabilisce che: "il giudice deve pronunciare su tutta la domanda e non oltre i limiti di essa; e non può pronunciare d'ufficio su eccezioni, che possono essere proposte soltanto dalle parti". Lo stesso principio opera anche nel processo penale, come si desume dagli articoli da 516 a 522 del Codice di procedura penale, nel processo amministrativo e nel processo innanzi alla Corte Costituzionale riguardo alla costituzionalità di una legge o di un atto avente forza di legge.